# کتاب راهنمای سفر

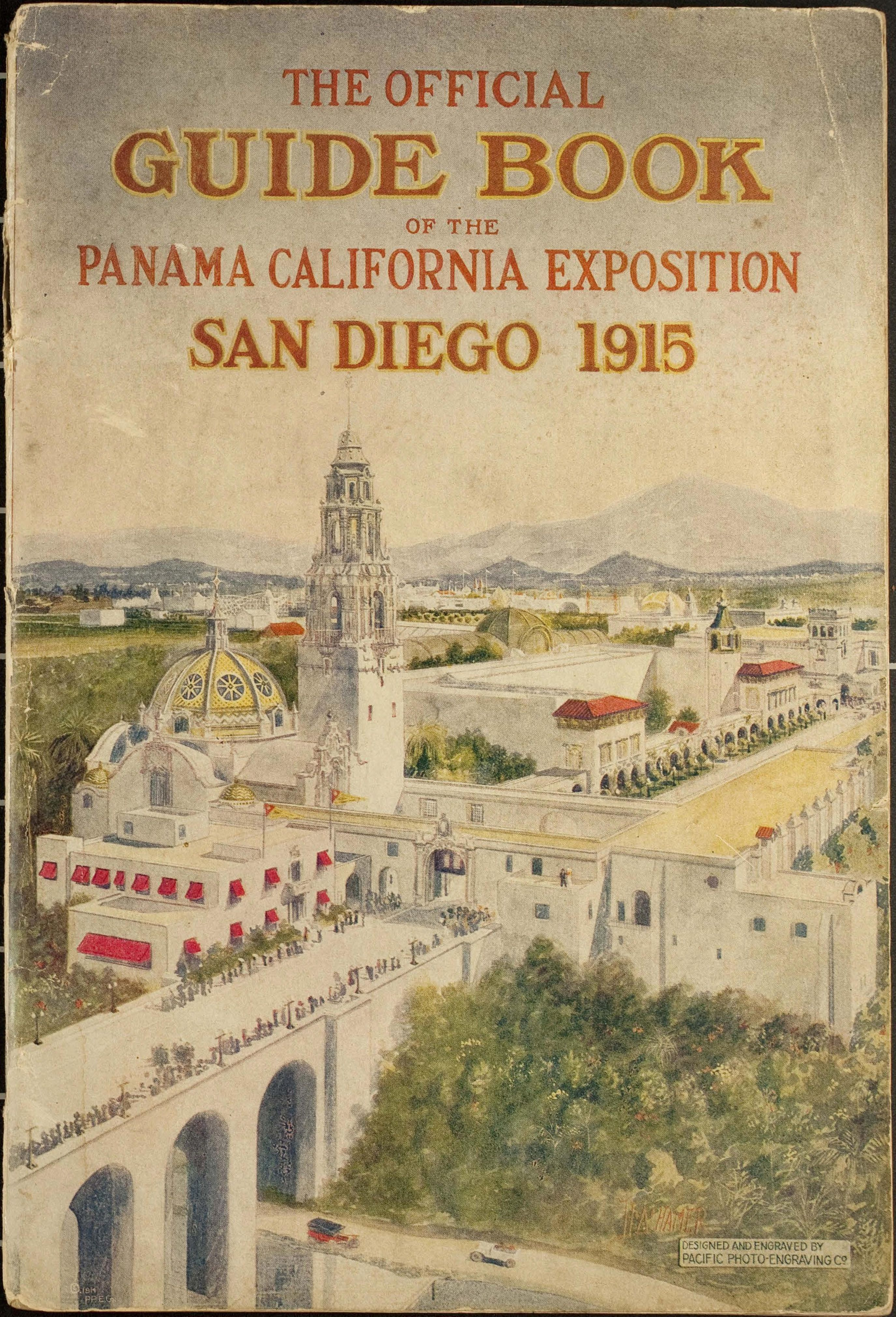
جلد کتاب راهنمای رسمی نمایشگاه پاناما کالیفرنیا در سن دیگو 1915

کتاب راهنمای سفر یک کتاب یا هر نوع منبع اطلاعاتی دیگری است که برای کمک به گردشگران به کار می‌رود و در آن مکان‌ها با ویژگی‌ جغرافیایی، گردشگری و اقامتی و مانند آن معرفی می‌شوند.
سفرنامه‌ها هرچند کتاب راهنمای سفر نیستند، اما حاوی اطلاعات مفیدی دربارهٔ مقصدها هستند و در طول تاریخ حائز اهمیت بوده‌اند.

## ناشران مطرح
لانلی پلنت از شناخته شده‌ترین ناشران کتاب‌های راهنمای سفر در سطح جهان است.